# Alien (Strapping Young Lad)
Alien è il quarto album dell'extreme metal band canadese Strapping Young Lad. Risale al 22 marzo, 2005. L'album è stato scritto da Devin Townsend e Gene Hoglan in circa 6 mesi.
Alien era stato concepito originariamente come un EP, con 4 cover e 4 nuove canzoni. La band aveva anche registrato una cover di Tom Jones "What's New Pussycat?" che era stata selezionata per apparire in Alien, ma non fu registrata interamente poiché "non seguiva il flusso" dell'album. Non è mai stato deciso di pubblicare un giorno la canzone, anche se blabbermouth.net ha riferito ciò. L'album ha raggiunto il 32º posto nella Billboard Heatseekers chart e il 35° nella Top Independent Albums chart. La canzone Love? divenne singolo e ne fu fatto un video musicale che andò in onda su Headbanger's Ball. Il video (un tributo al film La casa) raffigura la band che si esibisce in una catapecchia abbandonata nel bosco.

## Track listing
Tutte le canzoni sono state scritte da Devin Townsend e Gene Hoglan.
1. "Imperial" – 2:17
2. "Skeksis" – 6:42
3. "Shitstorm" – 4:22
4. "Love?" – 4:53
5. "Shine" – 5:13
6. "We Ride" – 2:37
7. "Possessions" – 4:12
8. "Two Weeks" – 3:28
9. "Thalamus" – 3:58
10. "Zen" – 5:02
11. "Info Dump" – 11:56

- L'edizione giapponese di Alien include "Zodiac" (cover del gruppo The Melvins), "Love? (Extended Version)", and "In the Rainy Season (Live)"
- L'edizione australiana dell'album include "Aftermath (Live)"
- L'edizione coreana dell'album include "Force Fed (Live)"
- Tutte le bonus tracks dal vivo provengono dal DVD For Those Aboot to Rock

## Formazione
Band:
- Devin Townsend - tastiere, produzione, chitarra, voce, campionamento, arrangiamento
- Gene Hoglan - batteria
- Byron Stroud - basso
- Jed Simon - chitarra

Personale di supporto:
- Dave Young - tastiere, voci
- Will Campagna - tastiere nelle esibizioni dal vivo

### Voci maschili dei cori
Chris "The Heathen" Valagao, Rossy Living, Cam Krotche, Will Campagna, Shane Clark, Ross Gale, Christ Stanley, Will Cochrane, Ash Manning*, Ross Empson*, Mike Quigley*, Billy Marquardt e Jeff Cook

### Voci femminili dei cori
Laurielynn Bridger, Marnie Mains, Ani Kyd, Tammy "Tamz" Theis, Magdalena Bulak, Shay Ward, Steph Reid, Deborah Rodrigo-Tyzio, Michelle Madden*, Joanna Ussner

### Voci bianche
Dorian Glaude-Living, Damian Moore, Ethan Belcourt-Lowe and Jayden Gignac